# Pseudodineura mentiens
Pseudodineura mentiens är en stekelart som först beskrevs av Thomson 1871.  Pseudodineura mentiens ingår i släktet Pseudodineura, och familjen bladsteklar. Arten är reproducerande i Sverige.